# Krimmerlav
Krimmerlav (Rinodina milvina) är en lavart som först beskrevs av Göran Wahlenberg, och fick sitt nu gällande namn av Theodor 'Thore' Magnus Fries. Krimmerlav ingår i släktet Rinodina och familjen Physciaceae.  Arten är reproducerande i Sverige. Inga underarter finns listade i Catalogue of Life.